# Hubertus Schmidt

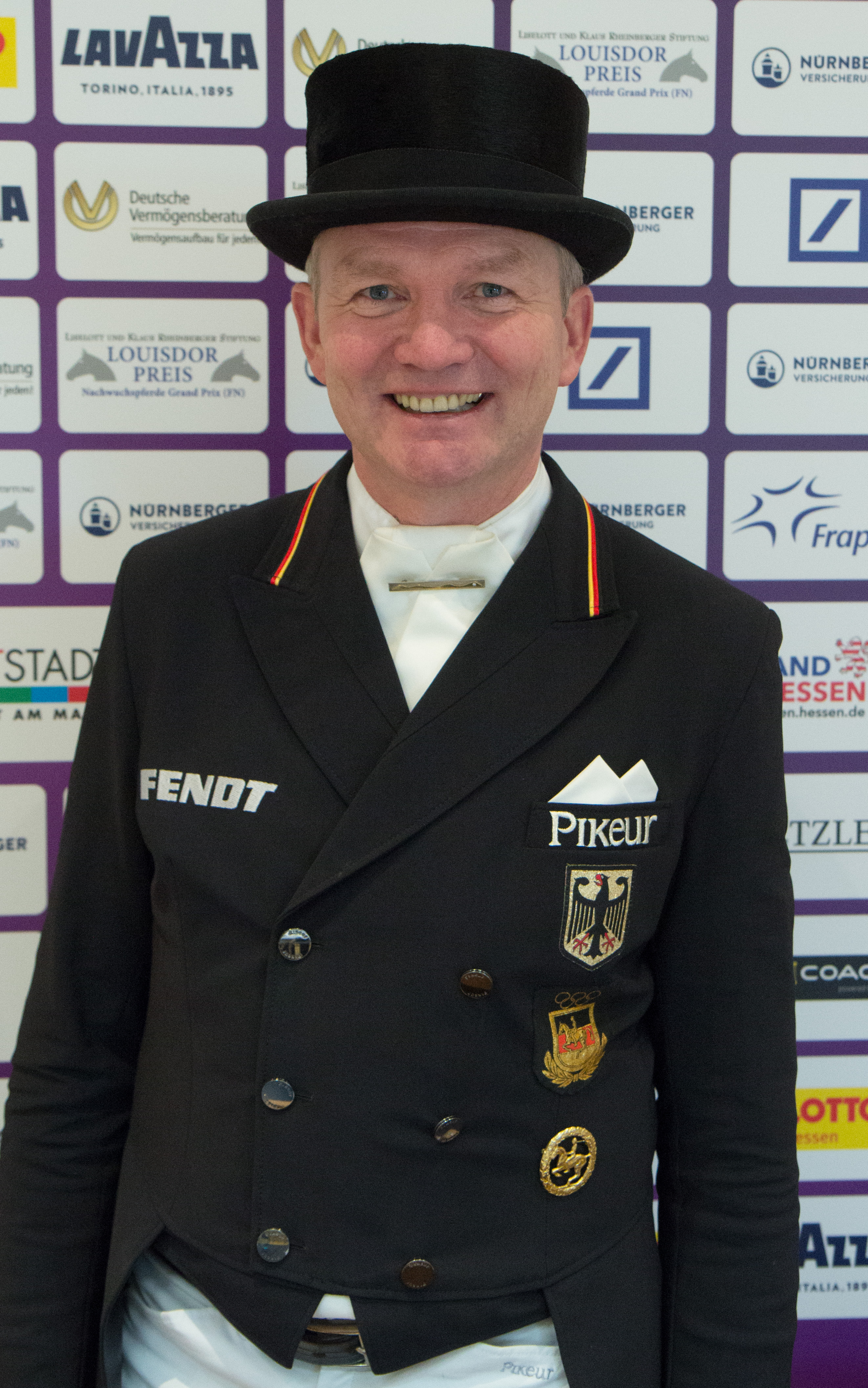
Hubertus Schmidt (2017)

Hubertus Schmidt (* 8. Oktober 1959 in Haaren (Bad Wünnenberg)) ist ein deutscher Dressurreiter und Ausbilder.

## Leben

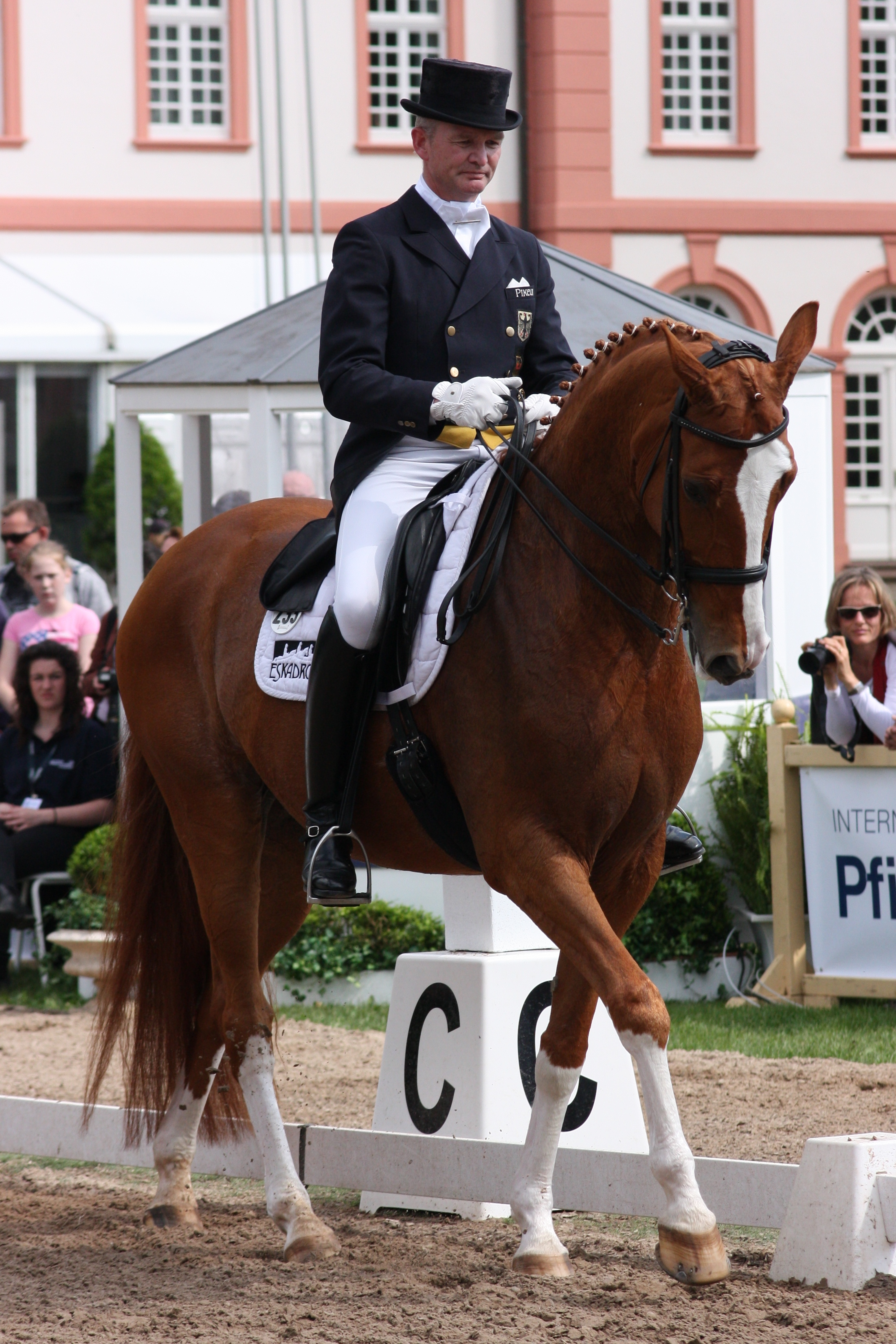
Hubertus Schmidt mit Donnelly, Grand Prix beim Pfingstturnier Wiesbaden 2013

Hubertus Schmidt stammt aus einer Familie, die traditionell der Pferdezucht und der Reiterei verbunden ist. Sein Vater, Hubert Schmidt senior, wurde als Soldat zum Reiter ausgebildet. Der Fleyenhof bei Etteln in Westfalen, den Hubertus Schmidt als Ausbildungs- und Zuchtstall betreibt, wird seit dem 17. Jahrhundert von der Familie bewirtschaftet. Seit den 1920er Jahren befindet sich dort ein Gestüt. In den 1960er Jahren wurde von der Kaltblut- auf die Warmblutzucht umgestellt. Hubertus Schmidt begann das Reiten auf den Zuchtstuten der Familie, mit neun Jahren erhielt er die erste Reitstunde in der Reitschule Schloss Hamborn. Im Zuge der Umsiedlung des Fleyenhofs aufgrund einer Flutkatastrophe wurde 1972 auch eine Reitanlage errichtet. In der Folge intensivierte sich der Reitunterricht von Hubertus Schmidt, zuerst wurde er durch seinen Vater unterrichtet, später durch die in dem Betrieb angestellten Bereiter.
1976 begann Hubertus Schmidt seine Lehre zum Bereiter, zunächst auf dem Fleyenhof und ab 1977 im Bielefelder Reit- und Fahrclub bei Hans Gerlach, wo er 1978 die Prüfung ablegte. 1983 bestand er die Meisterprüfung mit der besonderen Auszeichnung der Stensbeck-Plakette. 1984 gewann er seine erste S-Dressur auf dem Pferd Pacifik, drei Jahre später war er das erste Mal in einem Grand Prix de Dressage platziert, diesmal mit Playboy. Auch im Springen hatte er Erfolge bis zur Klasse S. Hubertus Schmidt nahm immer wieder an Lehrgängen teil, vor seiner Meisterprüfung in der Deutschen Reitschule in Warendorf, später unter anderem bei Reiner Klimke und Harry Boldt. 1985 übernahm er den Fleyenhof zusammen mit seiner Frau Doris, heute stehen dort etwa 60 Pferde. Hubertus Schmidt hat über dreißig Pferde bis zur Grand-Prix-Reife ausgebildet und trainiert mehrere ausländische Reiter, unter anderem die Finnische Dressur-Mannschaft.
Ende der 1990er Jahre kam der Durchbruch im Spitzendressursport. Von 1997 bis 2004 wurde Hubertus Schmidt fünf Mal Champion der Berufsreiter. Nach mehreren Silbermedaillen und einer Bronzemedaille wurde er 2005 Deutscher Meister im Dressurreiten, was er 2007 wiederholen konnte. Sein Trainer wurde 1999 Klaus Balkenhol. Sein bisher größter Erfolg ist die Nominierung für die Olympischen Spiele 2004 in Athen, wo er den 5. Platz in der Einzelwertung erreichte und damit Zweitbester der deutschen Reiter war. Mit der Mannschaft gewann er die Goldmedaille. Ein weiterer Höhepunkt war die Einzel-Silbermedaille bei den Europameisterschaften 2005 und die Goldmedaille mit der Mannschaft. Auch bei den Weltreiterspielen 2006 in Aachen gewann er Mannschafts-Gold. Diese Erfolge erlangte er gemeinsam mit seiner 1993 geborenen Hannoveraner Fuchsstute Wansuela Suerte. 2008 wurde sie auf dem internationalen Dressur- und Springfestival in Verden aus dem Dressursport verabschiedet.
Aufgrund einer Erkrankung seiner Ehefrau verkaufte Schmidt Anfang 2011 sein damaliges Spitzen-Nachwuchspferd Donnelly und gab auch das Nationaltraineramt der schwedischen Dressurreiter, das er damals wahrnahm, an Kyra Kyrklund ab. Von 2013 bis 2021 war Hubertus Schmidt gewählter Aktivensprecher aller Disziplinen im Vorstand des DOKR.
2016 nahm Schmidt den Westfälischen Hengst Escolar in Beritt, mit dem er 2018 erstmals auf Grand Prix-Niveau erfolgreich war und mit dem er für das Jahr 2021 Teil des deutschen Olympiakaders ist. Im Februar 2021 befanden sich die beiden auf Rang 37 der Weltrangliste Dressur.
Das Ende seiner reiterlichen Karriere gab er Ende Januar 2023 bekannt.
Hubertus Schmidt ist verheiratet und hat eine Tochter sowie einen Sohn.

## Auszeichnungen
- 2004: Titel des Reitmeisters, verliehen beim Turnier der Sieger in Münster
- 2008: Silbernes Lorbeerblatt[4]

## Sportliche Erfolge
Olympische Spiele

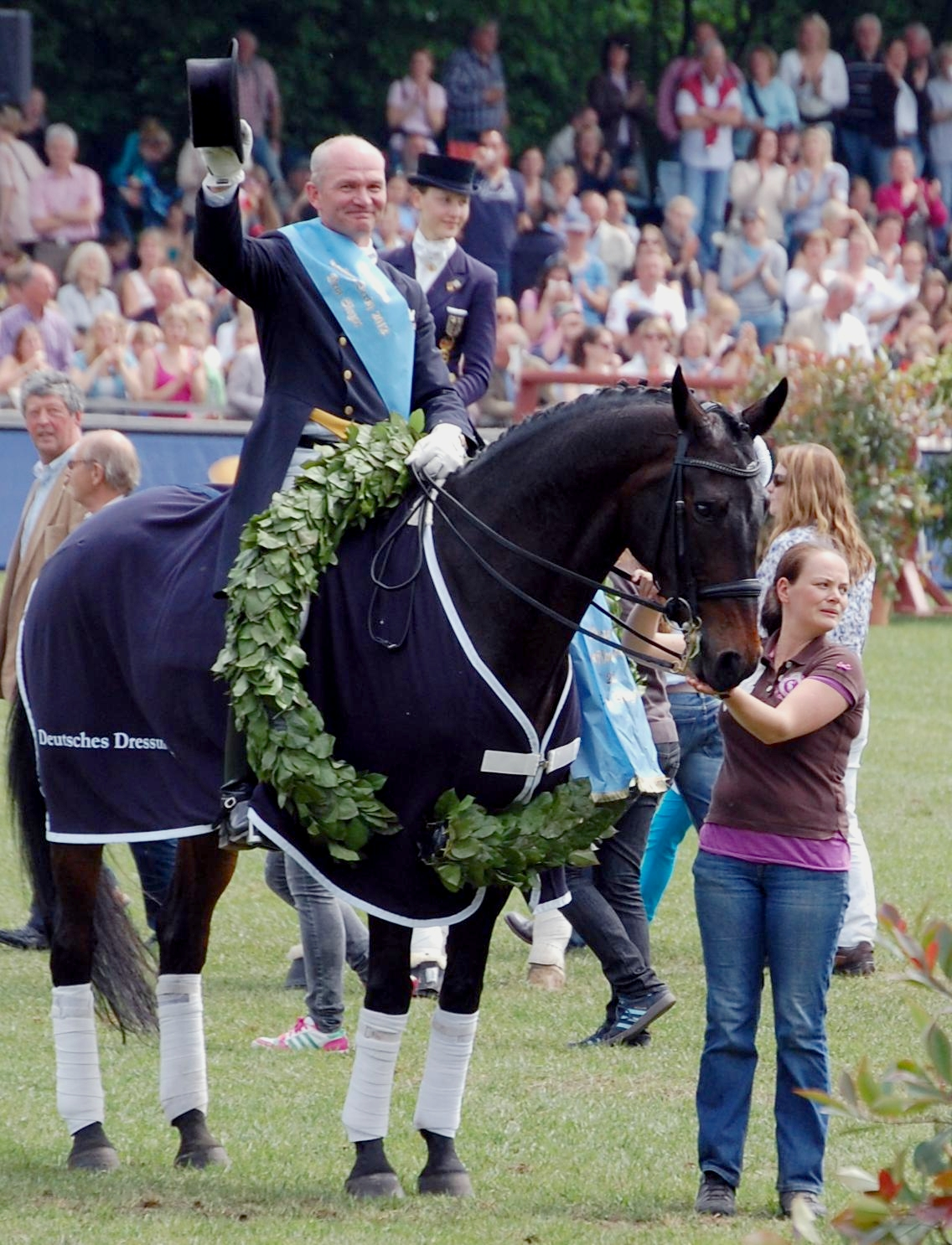
Hubertus Schmidt, Träger des Blauen Bandes für den Sieg im 54. Deutschen Dressur-Derby (Mai 2012)

- 2004, Athen: mit Wansuela Suerte Goldmedaille mit der Mannschaft und 5. Platz in der Einzelwertung

Weltmeisterschaften
- 2006, Aachen: mit Wansuela Suerte Goldmedaille mit der Mannschaft und 13. Platz in der Einzelwertung, Grand Prix Spécial

Europameisterschaften
- 2005, Hagen a.T.W.: mit Wansuela Suerte Goldmedaille mit der Mannschaft und Silbermedaille in der Einzelwertung

Weltcupfinale
- 2000, s'-Hertogenbosch: 6. Platz mit My Fair Lady
- 2004, Düsseldorf: 3. Platz mit Wansuela Suerte
- 2005, Las Vegas: 8. Platz mit Aramis

weitere Erfolge:
- 1. Platz beim Hamburger Spring- & Dressurderby 2012

## Pferde
Ehemalige Pferde
- Wansuela Suerte (* 1993; † 2015), Hannoveraner Fuchsstute, Vater: Warkant, Muttervater: Wachmann I[5]
- Imperio 3 (* 2003), brauner Trakehner Hengst, Vater: Connery, Muttervater: Balfour xx; ab 2019 von Annabelle Steffens geritten[6][7]
- Escolar (* 2009), brauner Westfalen Hengst, Vater: Estobar NRW, Muttervater: Fürst Piccolo[8], zuletzt im Juni 2021 sportlich aktiv gewesen
- Bonamour 2 (* 2010), Westfälischer Fuchshengst, Vater: Bonifatius, Muttervater: Rousseau[9], seit April 2021 von Patrik Kittel geritten
- Goldberg 15 (* 2011), KWPN-Rapphengst, Vater: Amazing Star, Muttervater: San Remo[10], seit Januar 2023 von Sophie Luisa Duen geritten
- Denoix PCH (* 2012), Oldenburger Fuchswallach, Vater: Destano, Muttervater: Pik Noir[11], seit März 2023 von Katharina Hemmer geritten